# Светлое (Днепропетровская область)
Светлое (укр. Світле) — посёлок в Каменской городской общине Каменского района Днепропетровской области Украины.
Код КОАТУУ — 1210436301. Население по переписи 2001 года составляло 397 человек.

## Географическое положение
Посёлок Светлое находится на расстоянии в 2 км от города Каменское и пгт Карнауховка.
По посёлку протекает пересыхающий ручей с запрудой.

## Экономика
- Каменская птицефабрика.
- Склады НЗ В/Ч 83640.